# Qilian Shan
Qilian Shan (chinesisch 祁連山 / 祁连山, Pinyin Qílián Shān) ist ein bis 5826,8 m hohes Hochgebirge in den Provinzen Gansu und Qinghai im Westen der Volksrepublik China beziehungsweise in Hochasien.

## Geographische Lage

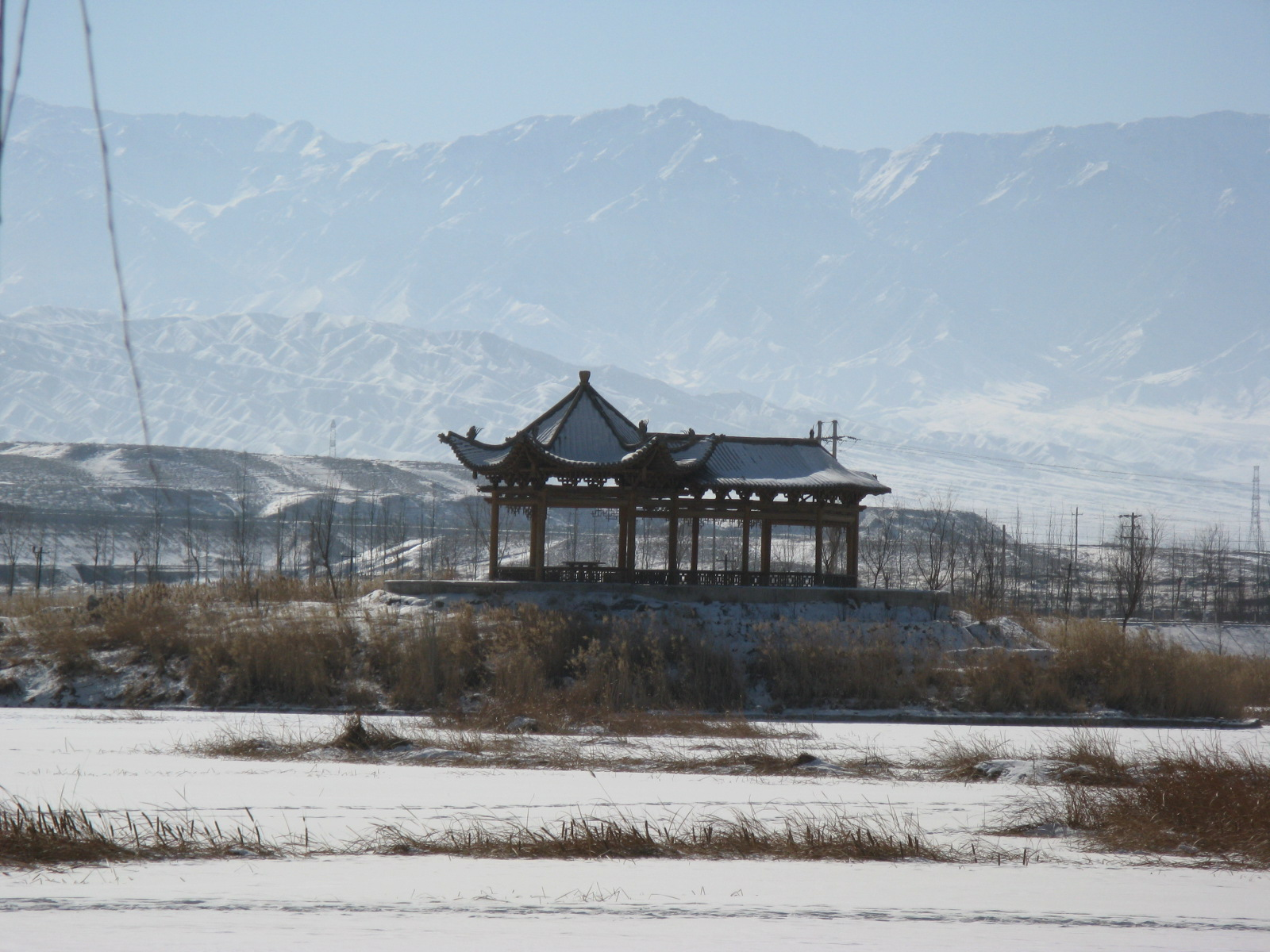
Tempel mit schneebedecktem Qilian Shan Gebirge im Hintergrund

Der Qilian Shan wird bisweilen (uneinheitlich) mit dem Altun-Gebirge zur Bergkette Nan Shan zusammengefasst. In wissenschaftlicher Literatur findet sich auch eine Zusammenfassung des gesamten Orogens bis zum Westende des Kunlun zur Altun-Qilian-Kunlun-Kette (AQK).
Das Qilian Shan ragt mit etwa 4500 m über die nördlich vorgelagerten Oasen bis zu einer Maximalhöhe von 5826,8 m auf. Es beginnt am Ostende des Altyn-tag bei etwa 96° östlicher Länge und erstreckt sich, im Mittel gegen Südosten streichend, durch neun Längengrade bis in die Gegend von Lanzhou. Der Abfall nach Norden ist imposant, nach Süden weniger bedeutend, da dort die Täler des Nan Shan schon Höhen von 3000 bis 4000 Meter über dem Meer aufweisen. Das Gebirge besteht aus mehreren Längszügen, die aus dichtgedrängten Falten paläozoischer Schichtgesteine gebildet werden. Südlich des Qilian Shan erstreckt sich der Ostteil des Hochgebirges Kunlun. Nördlich breitet sich die Wüste Gobi aus.
Im zentralen Teil des Qilian Shan befindet sich der Hala-See. Der Qinghai-See liegt am südöstlichen Rand.
Zum Schutz der Ökologie und zur Sicherung der Existenzgrundlagen der Bewohner gehört das Gebirge zur länderübergreifenden Entwicklungsregion Hindukusch-Himalaya-Region.

## Teilgebirgszüge

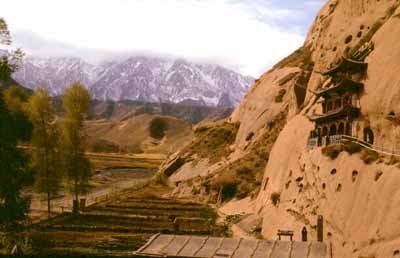
Teilgebirge Danghe Nanshan im Hintergrund

Zu den Teilgebirgen des Qilian Shan gehören:
- Ulan Daban Shan (乌兰大坂山), manchmal auch „Danghe Nanshan“ (党河南山), früher „Humboldtkette“ genannt,
- Mahai Daban Shan (马海大坂山),
- Daken Daban Shan (达肯大坂山), früher „Rittergebirge“ genannt,
- Zhongwunong Shan (和中吾农山).

## Historisches
Der Gebirgszug des Nan-Shan wurde im Deutschen Kaiserreich ab Mitte der 1890er Jahre, im Rahmen der kolonialen Erschließung Chinas, Richthofengebirge genannt – zu Ehren des deutschen Forschungsreisenden und Geographen Ferdinand von Richthofen, der von 1868 bis 1872 umfangreiche Erkundungsreisen durch China machte.